# پرچم ساموآی آمریکا
پرچم ساموآی آمریکا در ۲۷ آوریل ۱۹۶۰ پذیرفته شد.این پرچم همچنان نماد عقاب را در بر دارد.